# Amazona oratrix
El loro cabeza amarilla, también llamado loro rey (Amazona oratrix), es una especie de ave psitaciforme de la familia de los psitácidos. Reconocible por la cabeza completamente amarilla del loro adulto, es la especie más septentrional de los loros coronados de amarillo del género Amazona. Vive en parejas o pequeños grupos en árboles maduros, en la selva o en lugares más abiertos. No es muy gregario a pesar de que a veces pasa la noche en bandadas. Su vuelo es potente y estable, acompañado de reclamos fuertes y chirriantes. Cuando se alimenta es bastante silencioso y prefiere trepar entre ramas que volar. Come frutos, semillas, nueces y flores de árboles o arbustos. La especie utiliza sus patas para llevarse la comida al pico.
Además de la cabeza amarilla, el adulto tiene ojos color ámbar y anillo orbital blanquecino, patas grisáceas y pico y cere pálidos. El resto del cuerpo es verde brillante con una mancha rojiza, a veces mezclada con amarillo, en la curvatura de las alas (hombros). La especie es robusta con pico grueso y fuerte. La cabeza es masiva, más aún en los frecuentes despliegues en que eriza ligeramente las plumas de la corona y cachetes. Mide en promedio 35 cm. En esta especie no hay dimorfismo sexual aparente, ya que el macho y la hembra son muy similares.
Se distribuye en México, Belice, Guatemala, Venezuela, Colombia y Honduras. En México, la plataforma Naturalista registra observaciones del loro rey en 25 estados (las excepciones son Baja California, Baja California Sur, Sonora, Chihuahua, Durango, Aguascalientes y Tlaxcala).

## Alimentación

Loro comiendo.

Se alimentan principalmente de frutos, nueces, semillas, néctar, bayas, brotes y en ocasiones de maíz y algunas semillas de girasol pueden comer masa, e incluso almendras. [cita requerida]

## Reproducción
La temporada de reproducción inicia desde febrero y en algunas áreas hasta el mes de mayo, los huevos son incubados
por la hembra solamente, cada hembra deposita de 3 a 4 huevos. Construyen sus nidos en huecos de troncos, y en ellos
depositan los huevos (blancos, de casi 4 cm de longitud) que son incubados por cerca de 28 días.

## Comportamiento

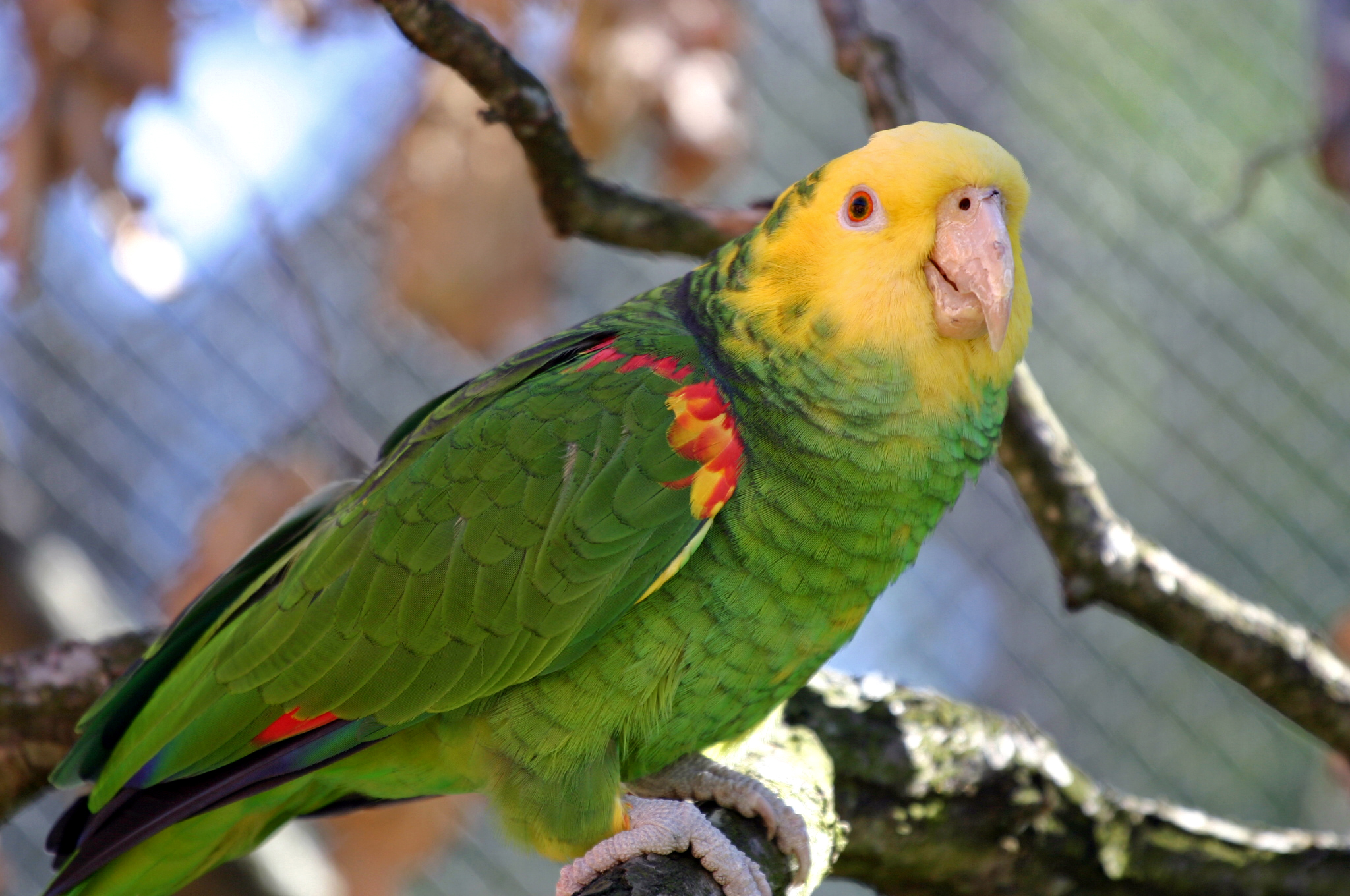
Loro rey.

Son loros gregarios y monógamos que viven en parejas o bandadas. El comportamiento en los alrededores del nido es muy deliberado, pero una vez que están en el árbol del nido o cerca de la entrada se vuelven muy sigilosos. Arriban con un llamado, pero al aterrizar callan, despegan en silencio y llaman una vez que están retirados. Si la hembra se encuentra en el nido sin salir, el macho se percha en lo alto de un árbol cercano y llama constantemente, en ocasiones durante dos horas o más. La fama de este loro, que trasciende las fronteras de México, ha sido su habilidad para imitar diversos sonidos (incluyendo la voz humana), lo que las ha distinguido de otras aves y les ha dotado de un gran carisma, esta característica se vuelve el motivo principal de que se le persiga y sea uno de los más valiosos en el mercado de mascotas.

## Hábitat
Amazona oratrix se distribuye en México, Belice, Guatemala, Venezuela, Colombia y Honduras.

## Subespecies
- A. o. oratrix: se encuentra en el Océano Pacífico en los estados de Jalisco, Colima, Michoacán, Guerrero y Oaxaca.

- A. o. magna: localizada en la vertiente del Golfo de México en Tamaulipas, San Luis Potosí, Veracruz, Tabasco, Chiapas, Puebla y Campeche.

- A. o. tresmariae: en las Islas Marías.

- A. oratrix belizensis: una cuarta subespecie de loro de cabeza amarilla, habita principalmente en Belice.

En México, frecuenta las selvas sub-húmedas tanto de la vertiente del Pacífico, incluyendo las Islas Marías así como del Golfo de México.
Habita en distintos tipos de vegetación: selvas bajas caducifolias, medianas subcaducifolias, sabanas y selvas de galería, y áreas de potreros con árboles aislados (Álvarez et al., 2003).

## Amenazas y conservación

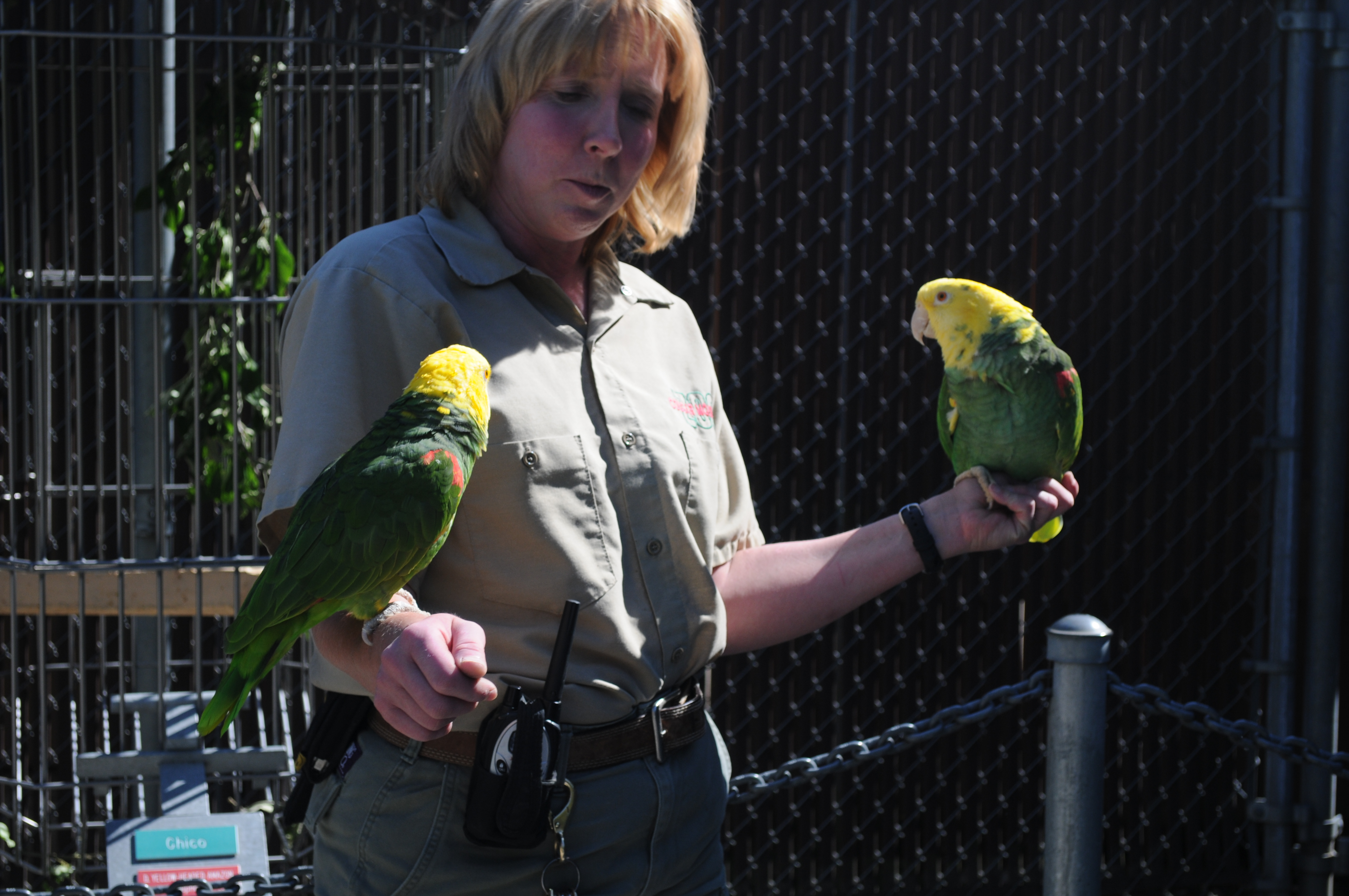
Dos loros cabeza amarilla en un zoológico.

Lamentablemente, este loro se encuentra en peligro de extinción, siendo las principales amenazas para la especie la pérdida de hábitat y el comercio ilegal. La fama de este loro para imitar diversos sonidos lo ha vuelto altamente deseado como mascota. De hecho, es tanto su fama, que los traficantes capturan pericos a los que les pintan la cabeza de amarillo, para luego venderlos en el mercado negro, y muchas de las personas que adquieren estos ejemplares falsos optan por abandonar a las cotorras al descubrir que fueron pintadas, por lo que muchas llegan a morir. Su venta se encuentra prohibida en México y otros países de Latinoamérica.